# Phytocoris carnosulus
Phytocoris carnosulus är en insektsart som beskrevs av Van Duzee 1920. Phytocoris carnosulus ingår i släktet Phytocoris och familjen ängsskinnbaggar. Inga underarter finns listade i Catalogue of Life.